# أبييي براون
أبييي براون (بالإنجليزية: Abbie Brown) هي لاعب كرة قدم أمريكية أمريكية، ولدت في 10 أبريل 1996.

## وصلات خارجية
- أبييي براون على موقع سلسلة سباعيات الرغبي العالمية للسيدات (الإنجليزية)
- أبييي براون على موقع اللجنة الأولمبية الدولية (الإنجليزية)
- أبييي براون على موقع أوليمبيديا (الإنجليزية)
- أبييي براون على موقع اللجنة الأولمبية البريطانية (الإنجليزية)